# 바르토시 보사츠키
바르토시 보사츠키(폴란드어: Bartosz Bosacki, 1975년 12월 20일 ~ )는 폴란드의 은퇴한 축구 선수로, 포지션은 오른쪽 풀백이었다.
그는 1995년 4월 레흐 포즈난 소속으로 데뷔했으며, 1998년에 아미차 브론키로 이적하였다. 그는 2004년까지 아미차 브론키 소속으로 활동하는 동안 팀이 폴란드 슈퍼컵에서 두 번 우승하는 데에 큰 공헌을 하였으며, 2004년부터 2006년까지 1. FC 뉘른베르크 소속으로 활동하였고, 2006년에 레흐 포즈난 소속으로 복귀하였다.
그는 2006년 FIFA 월드컵에서 코스타리카를 상대로 두 골을 기록하였고, 폴란드는 그의 활약에 힘입어 코스타리카에 2-1로 승리했다. 이 활약으로 이 경기의 공식 맨 오브 더 매치에 선정됐다.

## 수상
- 2006년 FIFA 월드컵 맨 오브 더 매치 (vs 코스타리카)